# Абілітація
Абіліта́ція — система заходів та соціальних послуг, спрямованих на опанування особою знань та навичок, необхідних для її незалежного проживання в соціальному середовищі: усвідомлення своїх можливостей та обмежень, соціальних ролей, розуміння прав та обов'язків, уміння здійснювати самообслуговування.

## Особливості
- |                                                                                                                               | Соціальна реабілітація (абілітація) спрямовується на оптимізацію і коригування ставлення осіб з інвалідністю, дітей з інвалідністю до своїх вад, становища в сім'ї та суспільстві, виховання у них навичок до самообслуговування, адаптацію в навколишньому середовищі. |
| — ЗАКОН УКРАЇНИ Про реабілітацію осіб з інвалідністю в Україні (01.01.2024), https://zakon.rada.gov.ua/laws/show/2961-15#Text | |

- |                                                                                                                     | Стаття 1. Визначення термінів. 1. У цьому Законі наведені нижче терміни вживаються в такому значенні: абілітація - комплекс заходів, що допомагають особі з вродженими та/або такими, що виникли у ранньому віці, обмеженнями повсякденного функціонування, досягти оптимального рівня функціонування у її середовищі... |
| — ЗАКОН УКРАЇНИ Про реабілітацію у сфері охорони здоров'я (07.09.2023), https://zakon.rada.gov.ua/laws/show/1053-20 | |

- |                                                                                                                                    | Стаття 1....абілітація – система заходів, спрямованих на опанування особою знань та навичок, необхідних для її незалежного проживання в соціальному середовищі: усвідомлення своїх можливостей та обмежень, соціальних ролей, розуміння прав та обов'язків, уміння здійснювати самообслуговування... |
| — ЗАКОН УКРАЇНИ №2961/2005 Про реабілітацію інвалідів в Україні (06.10.2005), https://www.president.gov.ua/documents/29612005-3296 | |